# نوف (مسلسل)
مسلسل بدوي أردني رومنسي يتكون من 30 حلقة مدّة كلٍ منها 45 دقيقة عرض على أغلب القنوات العربية، وهو من إنتاج عام 2018.

## قصة المسلسل
تؤدي دور «نوف» ميس حمدان، وتدور تفاصيله حول «نوف»، وهي فارسة وشاعرة وذات رأي سديد، وحكيم، ويذيع صيت والدها السفاح «الساطي» حيث. يقوم والدها بغزو قبيلة الشيخ عامر وينشأ غياث في كنف جدته أم عامر ويسعى غياث للثأر من الساطي لأسرته التي قُتلت على يديه، وسرعان ما يقع غياث في حب نوف دون أن يدري أنها ابنة عمه الصريع 

## طاقم العمل

### ابطال العمل
- ميس حمدان
- محمد المجالي
- عبير عيسى
- جميل براهمة
- جولييت عواد
- محمد العبادي
- محمد الضمور
- وسام البريحي
- علا مضاعين
- منيا قديس
- منذر خليل
- عبدالكريم الجراح
- زيد مصطفى
- عمر حلمي
- شاكر جابر
- رانيا فهد
- محمد الجيزاوي
- رسمية عبده
- طارق الشوابكة
- فضل العوضي
- ريناد ثلجي
- شهاب الحجاج
- محمد أبو سليم
- هيام حسين
- أيمن عضايلة
- عبدالله صايمة
- داوود جلاجل
- غادة عباسي
- هشام هنيدي
- رفعت النجار
- داوود عفيشات
- عبدالكريم قواسمي
- مازن الكايد العواملة
- ماجد الزواهرة
- جمال مرعي
- أحمد دهشان
- مجد عفيفي
- أحمد أبو سبيتان
- غزل
- أحمد أبو سليم
- سيف جهاد طلب
- سعد أبو نجيلة

### الموسيقى
- أحمد الفاعوري.   (كلمات)
- وليد الهشيم.   (التأليف والتلحين الموسيقي)
- غادة عباسي.   (غناء)
- متعب الصقار.   (غناء)

### إخراج
- رولا حجه.   (مخرج)
- حمزة التاجي.   (مخرج مساعد)
- فداء عوض. (المخرج المنفذ)

### تأليف
- سارة سوار الذهب. (مؤلف)

### الإنتاج
- عمصام حجاوي. (منتج)
- * الخدمات الانتاجية والفنية مؤسسة الحجاوي
- عدي حجاوي. (المنتج المنفذ)
- جهاد طلب. (مدير إدارة الإنتاج)
- عنود حجاوي. (الإدارة المالية)
- تغريد حجاوي. (مديرة العلاقات العامة)

### مونتاج
- إبراهيم الطعاني.

### التصوير
- بدر الجلاد. (مدير التصوير)

### الصوت
- هشام. خريسات. (مهندس الصوت)

### بقية طاقم العمل
- رولا عيسى. (مكياج)
- الاء عطون. (ملابس)
- رباب حجاوي. (طعام وشراب)
- هشام العواملة. (مدير الإضاءة)
- ساند الهشيم (مكساج ومؤثرات)
- عبد الله المستريحي. (تصميم الإشارة)